# 1902 en Allemagne
Chronologie de l’Allemagne
- 1898
- 1899
- 1900
- 1901
- 1902
- 1903
- 1904
- 1905
- 1906

Cet article présente les faits marquants de l'année 1902 en Allemagne.

## Événements

### Février
- 15 février : inauguration du métro de Berlin.

### Juin
28 juin : renouvellement de la Triple-Alliance.

### Décembre
- 25 décembre : nouveau tarif douanier en Allemagne, entré en vigueur le 1er mars 1906.

## Prix Nobel
- Hermann Emil Fischer, chimie
- Theodor Mommsen, littérature

## Naissances
- 18 août : Karl Schönwetter, militaire
- 22 août : Leni Riefenstahl, artiste
- 26 novembre : Eric Cohn-Bendit, avocat